# 3206 Wuhan
A 3206 Wuhan (ideiglenes jelöléssel 1980 VN1) a Naprendszer kisbolygóövében található aszteroida. A Bíbor-hegyi Obszervatórium fedezte fel 1980. november 13-án.